# 44 Cancri
44 Cancri, som är stjärnans Flamsteed-beteckning, är en ensam stjärna, belägen i den mellersta delen av stjärnbilden Kräftan. Den har en skenbar magnitud av ca 8,03 och kräver minst en handkikare för att kunna observeras. Baserat på parallaxmätning inom Hipparcosuppdraget på ca 1,6 mas, beräknas den befinna sig på ett avstånd på ca 2 100 ljusår (ca 600 parsek) från solen. Den rör sig bort från solen med en heliocentrisk radialhastighet på ca 25 km/s.

## Egenskaper
44 Cancri är en orange till röd stjärna av spektralklass K0 E, som anger att den förbrukat förrådet av väte i dess kärna och utvecklas bort från huvudserien. Den har en radie som är ca 12 solradier och utsänder från dess fotosfär ca 45 gånger mera energi än solen vid en effektiv temperatur av ca 4 500 K.